# شهرستان مهدی‌شهر

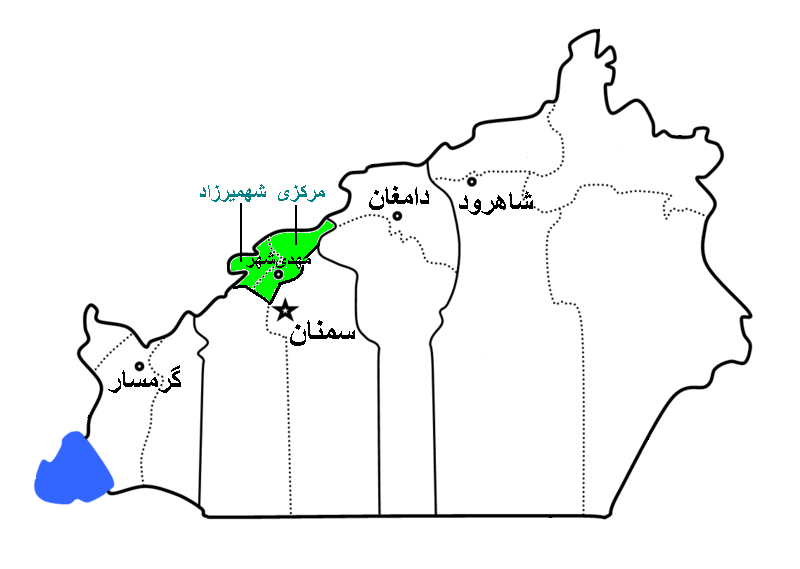
نقشه شهرستان مهدیشهر در تقسیمات سابق استان سمنان

شهرستان مهدیشهر (نام دیگر سَنگسَر) یکی از شهرستان‌های استان سمنان واقع در شمال ایران است. این شهرستان در شمال غربی استان سمنان واقع شده‌است. شهر مهدیشهر مرکز آن است.

## محدوده و جمعیت
جمعیّت شهرستان مهدی‌شهر طبق سرشماری عمومی نفوس و مسکن در سال ۱۳۹۵، برابر با ۴۷۴۷۵ نفر بوده‌است.
این شهرستان از سمت جنوب به شهرستان سمنان و از سمت شمال به شهرستان ساری و شهرستان سوادکوه (مازندران)، از سمت مغرب به شهرستان سرخه و از سمت شمال غربی شهرستان فیروزکوه (تهران) و از سمت مشرق به شهرستان دامغان محدود گشته‌است. ناحیهٔ سنگسر تا قبل از شهریور ۱۳۲۰ دارای فرمانداری نظامی بود که دودانگه و چهاردانگه و نقاط دیگری از شهرستان ساری جزء آن بوده‌است. یادآوری می‌شود که در فرهنگ جغرافیایی ایران که در سال ۱۳۲۹ چاپ شده‌است، این ناحیه با حدود و مشخصات فعلی به عنوان بخش سنگسر آمده‌است. این ناحیه در مرداد ۱۳۸۶ به شهرستان ارتقاء یافت.

## تقسیمات کشوری
شهرستان مهدیشهر دارای ۲ بخش، ۴ دهستان و ۳ شهر است.
- بخش مرکزی شهرستان مهدیشهر
  - دهستان حومه به مرکزیت مهدیشهر
  - دهستان درجزین به مرکزیت درجزین

شهرها: مهدیشهر و درجزین
- بخش شهمیرزاد شهرستان مهدیشهر
  - دهستان پشتکوه به مرکزیت فولاد محله
  - دهستان چاشم به مرکزیت چاشم

شهرها: شهمیرزاد

## نقاط دیدنی
بناهای تاریخی و دیدنی:
- آب انبار تاریخی مهدی‌شهر
- جنگل فینسک
- قله نیزوا
- امامزاده عبدالله شهمیرزاد
- امامزاده قاسم مهدی‌شهر
- امامزاده یحیی شهمیرزاد
- بقاع ابوالقاسم، مهدی و یحیی (در چاشم)
- بقعه شیخ شهمیرزاد (سوسن عطا)
- چاشم (روستای نمونه گردشگری چاشم)
- چهل تن (در درجزین)
- حسینیه المهدی مهدی‌شهر
- رودبارک
- دیواره صخره‌نوردی سنگسر سل
- شکارگاه ملاده (روستای ملاده)
- شیر قلعه شهمیرزاد
- عمارت کیپور
- غار دربند مهدی‌شهر
- کافرقلعه
- مسجد پامنار مهدی‌شهر
- منطقه ملی گردشگری رودبارک
- منطقه حفاظت شده پرور
- موزه عشایری ایل سنگسر

## پوشش گیاهی و جانوری
از نظر توپوگرافی این منطقه کاملاً کوهستانی است و دارای پوشش گیاهی از جمله: گز، تاغ، کُنار، کُور، سمر، کِرت، کُوهِنگ، بنه، خارشتر، اسپند، سریش، ارس، کاروانکش، شور و چرخک است. از شهر سنگسر به طرف حاشیه شمالی، پوشش به صورت درختان خانواده سوزنی برگ، به ویژه ارس، سرو، و درختچه زرشک نمایان می‌شود. در منطقه شهمیرزاد گیاهان خود رو شامل گون، درمنه، گیاهان تیره گندمیان، نعناییان و تیغ‌های کنگر مانند اسپند، گل قاصدک، بومادران، کاسنی، گزنه و گل سرخ وحشی (نسترن) به وفور دیده می‌شود.
مهم‌ترین محصولات این شهرستان عبارت‌اند از: غلات(جو و گندم)، علوفه (یونجه و اسپرس)، گردو و آلو در شهمیرزاد و انار، انگور و زردآلو در درجزین. همچنین از جمله جانوران و پرندگان این شهرستان عبارت‌اند از: بز کوهی، آهو، قوچ، میش، پلنگ، یوزپلنگ، روباه، خرس، گراز، کفتار، گربه وحشی، گرگ، روباه، شغال، خرگوش، کبک، عقاب، شاهین، بادخور، قُمری، تیهو، فاخته، بلبل و قرقاول.

## ناهمواری‌ها
این شهرستان را باید منطقه‌ای کاملاً کوهستانی به حساب آورد که در جنوب رشته کوه البرز واقع گردیده و کوه‌های آن عبارت‌اند از:
- در سمت غرب کوه‌های: اسپی لت (سفید لت)، گل رودبار و آسب نو (آسمان لو) که با ارتفاع ۳۳۰۸ متر مهم‌ترین آنهاست و در ۱۱ کیلومتری سنگسر قرار دارد.
- در سمت جنوب غربی کوه‌های: مهراب، سفیدآب، کلیاب، کچ و بستانه(۲۱۶۰ متر).
- در شمال غربی کوه‌های: دربند، نهرد، مرغک، سیاه دره، شیر قلعه، بشم و نیز گردنهٔ بشم در ۱۵ کیلومتری و گردنهٔ چاشم در ۱۴ کیلومتری.
- در شمال کوه‌های: شیخ رضا، سیاه کوه و همچنین بلندترین قلهٔ این شهرستان، نیزوای چاشم است که با ارتفاع ۳۸۱۰ متر در شمال شهرستان مهدی‌شهر خودنمایی می‌کند.

## صنعت
هم‌اکنون در شهرستان مهدی‌شهر، ۴ شهرک صنعتی فعال وجود دارد. از این تعداد ۳ شهرک صنعتی در مهدی‌شهر قرار گرفته که در سال ۱۳۸۸، زمینه اشتغال بیش از ۸۰۰۰ نیروی کار را فراهم آورده‌اند:
- شهرک صنعتی غنچه انگوری (با مساحتی حدود ۸۰ هکتار در ۲ کیلومتری جنوب غرب مهدی‌شهر)
- شهرک صنعتی گل رودبار (با مساحتی حدود ۱۳۰ هکتار در غرب مهدی‌شهر)
- شهرک صنعتی مهدی‌شهر (با مساحتی حدود ۲۰۰ هکتار در ضلع غربی جاده سمنان - مهدی‌شهر و وابسته به شرکت شهرک‌های صنعتی استان سمنان)

یک شهرک تازه تأسیس هم در شهمیرزاد (شهرک صنعتی شهمیرزاد) فعالیت دارد. همچنین ناحیه صنعتی فولادمحله، که در روستای فولاد محله قرار دارد، پتانسیل تبدیل شدن به شهرک صنعتی را دارا می‌باشد. چند ناحیه صنعتی نیز در جنوب و غرب مهدی‌شهر قرار گرفته‌اند.
نوعی صنعت زرگری و ملیله‌کاری که حاصل آن زیورآلاتی از جنس طلا و نقره به نام چنگوم، کودبند و دیگر زیورآلات است؛ را می‌توان نام برد.

## مراکز علمی مهدیشهر
- حوزه علمیه حضرت ولیعصر مهدی شهر
- دانشکده روان‌شناسی و علوم تربیتی مهدیشهر
- شعبه منطقه‌ای پژوهشکده رویان مهدی‌شهر
- دانشگاه آزاد اسلامی واحد مهدی‌شهر
- دانشگاه پیام نور واحد مهدی‌شهر
- دانشکده منابع‌طبیعی مهدیشهر
- دانشگاه جامع علمی کاربردی مهدیشهر
- مرکز آموزش عالی علمی کاربردی بهزیستی استان سمنان (مستقر در مهدیشهر)
- دانشگاه آزاداسلامی واحد شهمیرزاد
- آموزشکده دامپزشکی شهمیرزاد
- حوزه علمیه خواهران فاطمیه مهدیشهر

همچنین در سال ۱۳۸۹ ایجاد ۳ دانشکده در مهدیشهر مصوب شد که با احداث آن‌ها دانشگاه مهدیشهر شکل خواهد گرفت.

## معادن
در این منطقه معادن متعددی از جمله معادن سنگ ساختمانی، لاشه، خاک نسوز، کوارتزیت، دولومیت، آهن، سرب، گچ، آهک سفید، سنگ شیشه، معدن سیلیس و… وجود دارد.

## ورزش
شهرستان مهدی‌شهر در سه رشته ورزشی هاکی، کونگ فو و بیس بال در سطح کشور شناخته شده و مقام‌آور است. هاکی و کونگ فو در مهدی‌شهر و بیسبال در فولاد محله پر طرفدارتر هستند. هاکی مهدیشهر بیشترین سهم را در تیم ملی هاکی به خود اختصاص داده‌است و در سطح بین‌المللی نیز هاکی مهدیشهر در سال ۱۳۹۶ قهرمان بیست و یکمین تورنمنت بین‌المللی روسیه در مسکو شد. متأسفانه کمبود امکانات در گذشته، مانع بسیاری از شکوفایی‌های منطقه در زمینه ورزش شده‌است.

## زمین‌شناسی
از لحاظ زمین‌شناسی شهرستان مهدی‌شهر قسمتی از چین خوردگی‌های دامنه جنوبی البرز می‌باشد و همان تشکیلات زمین‌شناسی را داراست و آثار دوران‌های چهارگانه زمین‌شناسی را به خوبی و اکثراً به آسانی می‌توان در آن مورد مطالعه قرار داد.
از دوره ژوراسیک قسمت‌های آهکی در سنگسر وجود دارد که چشمه راوند را در بر می‌گیرد. از دوره ژوراسیک و کِرتاسه نیز تشکیلاتی در گل رودبار و غار دربند وجود دارد. از دوره سوم در قسمت شمال و شمال شرقی تشکیلاتی از دوره ائوسن دیده می‌شود و در شیخ چشمه سر کنگلومراهای دوره پلیوسن قابل مشاهده‌است. در دوره چهارم دارای مخروط‌های افکنده‌ای است که شهر سمنان هم روی همین نوع قرار گرفته‌است.
در بخش میانی این سلسله جبال، در نزدیکی مهدیشهر (شمال سمنان)، سازند دلیچای معرف این توالی بوده و در حدفاصل ماسه‌سنگ و کنگلومرای سازند شمشک در زیر، و سنگ‌آهک‌های سازند لار در بالا قرار گرفته‌است. در این برش، سازند دلیچای ۱۲۲ متر ستبرا داشته و از نظر سنگ‌شناسی به ۴ واحد سنگی تقسیم می‌شود که بیشتر از مارن و سنگ آهک مارنی خاکستری متوسط تا ستبر لایه تشکیل شده‌است. مرز زیرین آن با ردیف‌های سیلیسی- آواری سازند شمشک از نوع ناپیوسته و فرسایشی بوده در حالی که مرز بالایی آن با کربنات‌های صخره‌ساز سازند لار تدریجی است. سازند دلیچای در برش خاور مهدیشهر فسیل‌دار است. زیای آمونیتی شامل ۵ خانواده، ۲۲ جنس و زیر جنس، و ۴۰ گونه است که از این میان ۸ گونه برای اولین بار از ایران گزارش شده‌است. بر مبنای آمونیت‌ها، ۹ زون زیستی آمونیتی تشخیص داده شده که محدوده زمانی سازند دلیچای در این برش را به سن باژوسین پسین؟ تا اکسفوردین پسین تعیین می‌کنند. از نقطه نظر پالئوژئوگرافی، آمونیت‌های شناسایی شده ارتباط نزدیکی با زیای آمونیتی شمال باختر اروپا و ایالت ساب مدیترانه را نشان می‌دهند.

## نگارخانه

نمایی از تالار اصلی غار دربند مهدیشهر (سنگسر)
طبیعت زیبای جنگل‌های رودبارک شهرستان مهدیشهر
در فصل بهار، رودبارک اغلب روزها مه گرفته‌است.
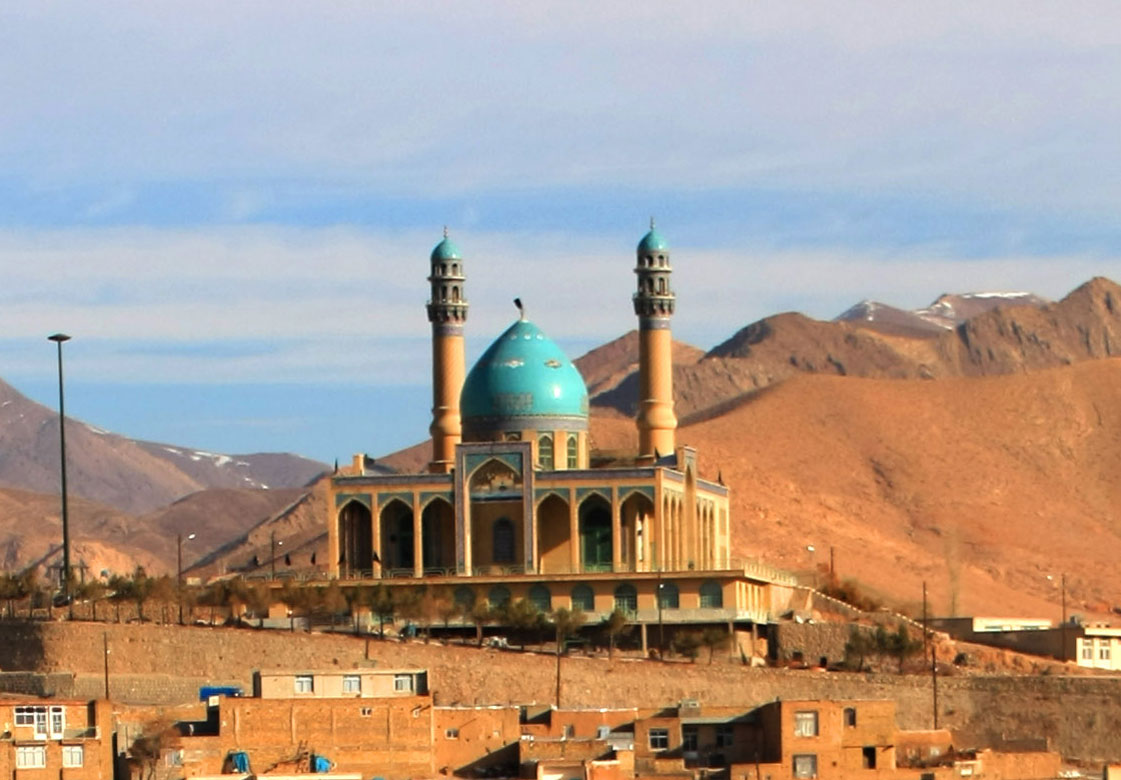
نمایی از حسینیه المهدی
روستای گردشگری چاشم
نمایی از آبشار شماره ۱ پارک آبشار مهدیشهر (سنگسر) در فصل زمستان
بخش‌هایی از پارک آبشار مهدیشهر (سنگسر)
حسینیه المهدی
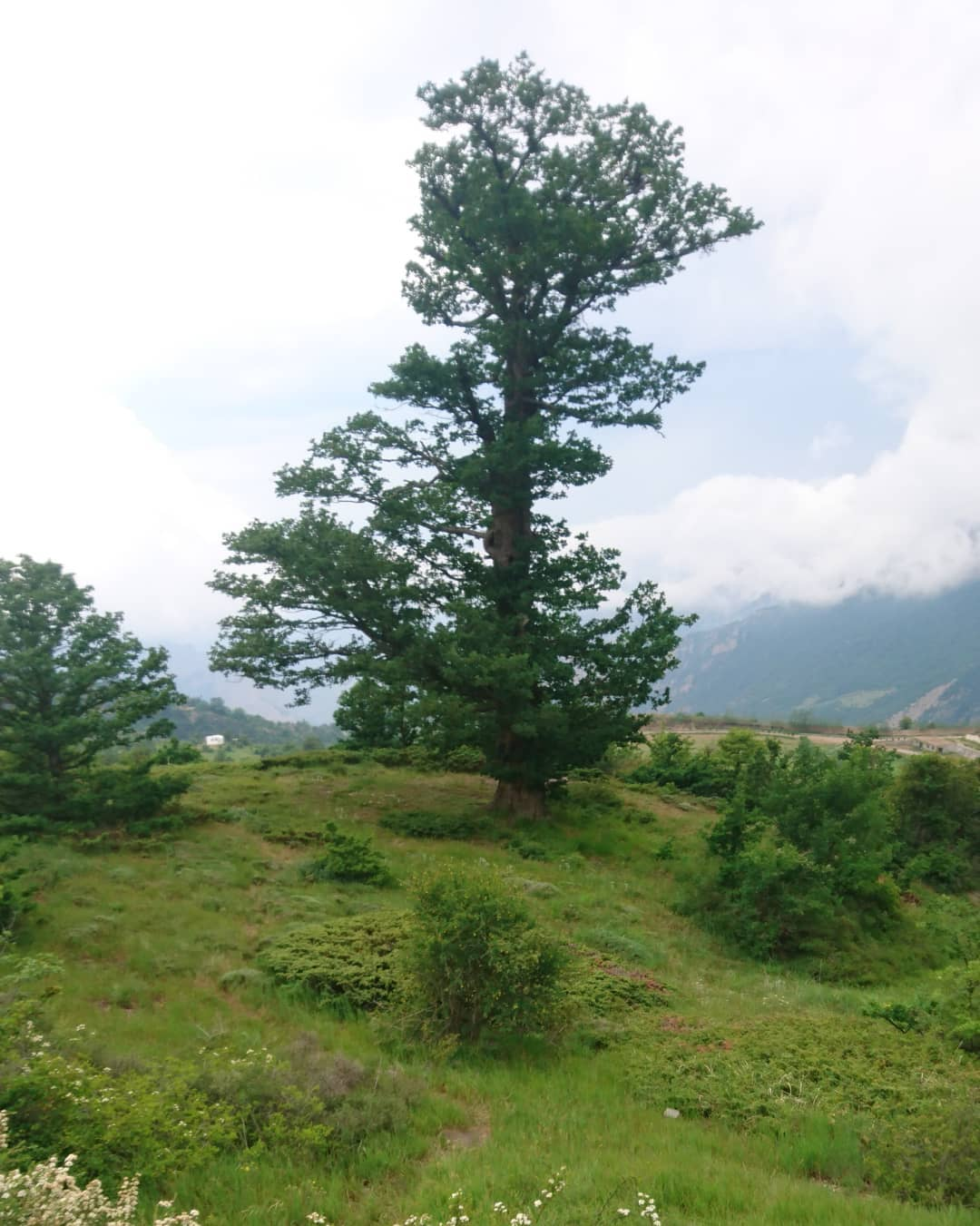
جنگل رودبارک مهدی شهر